# Tiopental
O tiopental, conhecido também como tiopentato de sódio ou tiopental sódico, é um barbitúrico de ação rápida, depressor do sistema nervoso central, utilizado principalmente em anestesia e hipnose. É também conhecido popularmente como um soro da verdade.
Barbiturato que é administrado intravenosamente para a indução de anestesia geral ou para a produção de anestesia completa de curta duração. Também é usado para hipnose, para o controle de estados convulsivos e é um dos fármacos usados na injecção letal. Actua sobre os receptores do ácido gama-aminobutírico (GABA).
Tem sido usado em pacientes neurocirúrgicos para reduzir a pressão intracraniana aumentada. Não possui efeitos de analgesia.
Tiopental não está nas listas de medicamentos controlados da ONU.

## História
Foi descoberto e introduzido à prática clínica nos anos 30 pelos químicos Waters e Lundy, que trabalhavam na Abbott.

## Mecanismo de ação
O tiopental é um fármaco extremamente lipofílico e potencializa o efeito inibitório GABA. Pode levar a inconsciência em 30 segundos, atravessando muito rapidamente a barreira hematoencefálica. Posteriormente ocorre a redistribuição para outros tecidos do corpo, o que explica uma rápida recuperação do despertar. Administrações seguidas fazem o fármaco se acumular no organismo, o que pode provocar um despertar lento, pela lenta metabolização hepática. Possui pKa de 7,45 e coeficiente de partição de 580. Possui estreita margem terapêutica e a superdose pode provocar depressão cardiorrespiratória grave. É administrado em forma de sal sódico e produz hipnose rápida, suave e de tempo curto. Pequenas doses podem aumentar a sensibilidade à dor (efeito antianalgésico), fato observado em pós-operatórios.

## Dosagens
As doses indutoras iniciais aplicadas via endovenosa são de 3-4 mg/kg, onde a indução dura de 5 a 8 minutos.

## Curiosidade
Foi utilizado em tentativas de melhorar a eficácia de psicoterapias nas décadas de 60 e 70.